# Santalum acuminatum
Quandong du désert
Espèce
Classification APG III (2009)
Santalum acuminatum, le quandong du désert, ou quandong doux, est une plante hémiparasitique de la famille des bois de santal, les Santalacées, que l’on trouve principalement dans les déserts du centre et du sud de l’Australie.
Son fruit comestible est aussi nommé quandong. Ce fruit rouge à noyau est commercialisé tel quel ou en confiture. Il est riche en vitamine C. Son goût rappelle un peu celui de la pêche ou de la rhubarbe. Cet arôme exotique en a fait l’une des « nourritures de brousse » les plus connues, et des tentatives de domestication de l'espèce sont donc en cours.

## Description
Santalum acuminatum est un arbuste, voire un petit arbre qui atteint une hauteur de 4 à 6 mètres et une largeur de 2 à 4 mètres. Son écorce est rugueuse, d’un gris foncé et les branches sont principalement ascendantes, quoique les plus petites ont tendance à être tombantes. On trouve souvent des petites plantes, issues de drageons, autour des plus grands arbustes. Les feuilles sont coriaces, d’un vert pâle ou jaunâtre, acuminées et de forme fine ou ovoïde. Elles sont longues de 45 à 115 millimètres, et sont portées par un court pétiole de 5 à 10 millimètres. Elles sont disposées de manière opposée sur les branches.
Les fleurs vont du blanc au vert vers l'extérieur, et du brun au rougeâtre vers l'intérieur. Elles poussent sur les tiges, ne mesurent que 2 à 3 millimètres de diamètre, et sont parfumées. Les fruits, appartenant à la catégorie des drupes, commencent à être produits au bout de quatre ans. Ils mûrissent à la fin du printemps ou en été, passant du vert au rouge, et mesurent 20 à 25 millimètres de diamètre. Une couche de chair de 3 millimètres recouvre une noix ressemblant à un cerveau avec une coquille dure qui contient la graine. Le fruit est recouvert d’une peau cireuse.
Les racines sont adaptées à un mode de vie hémiparasite, dotées d'un haustorium. Les racines peuvent atteindre 10 m pour atteindre le système racinaire d'un autre plante.

## Taxonomie et appellations
L'espèce partage le nom vernaculaire « quandong » avec d'autres plantes portant des fruits similaires. On peut la désigner spécifiquement comme le quandong « du désert » ou quandong « doux ». Le nom « quandong », dans le commerce, fait généralement référence au fruit de S. acuminatum. Les variantes orthographiques incluent quondong et quandang[réf. nécessaire]. Le fruit et la plante sont aussi appelés « quandong doux » et « pêche indigène ». La plante était connue par de nombreux groupes indigènes aux langues variées, et est donc connue sous plusieurs variantes. Le peuple Wiradjuri de Nouvelle-Galles du Sud utilisait le nom guwandhang, duquel le nom quandong a été dérivé. Parmi les autres noms autochtones figurent wolgol (par les Noongar d’Australie du Sud-Ouest) gutchu (par les Wotjobaluk du Victoria de l’Ouest) ; wanjanu ou mangata (par les Pitjantjatjara de la région d’Uluru) et goorti (par les Narungga de la péninsule de Yorke).
L'espèce a été décrite pour la première fois par Robert Brown en 1810 dans son Prodromus Florae Novae Hollandiae, sous le nom de Fusanus acuminatus, d'après sa collection de types effectuée en 1802 à Fowlers Bay, en Australie-Méridionale. Brown utilise l'épithète latin acuminatus pour dénoter l’apparence acuminée des feuilles, soit effilées ou pointues. Le botaniste Alphonse Pyrame de Candolle a donné le nom actuel en 1857, plaçant l’espèce dans le genre Santalum; le genre contenant le bois de santal australien, Santalum spicatum, et le santal blanc, Santalum album. Le nom Mida acuminata a été proposé par Otto Kuntze dans une tentative de révision.
Plusieurs cultivars ont été l’objet de demandes de certificats d’obtention végétale, dont deux ont été acceptés et un autre a été accordé. Le premier cultivar nommé de l'espèce est “Powell's # 1”, mais la demande de reconnaissance légale de ce nom a été retirée. Le second est connu sous le nom de “Powell's Red Supreme”. Deux noms sont donnés comme demandes acceptées dans le Plant Varieties Journal : “Powell's Red Supreme” et “Saltbush Lane”.
Une variété de Santalum acuminatum est nommée conformément au Code international pour la nomenclature des plantes cultivées ; à la suite de la publication d'une description, Santalum acuminatum “Frahn's Paringa Gem” (Plant Varieties Journal 17:1) est devenu le premier cultivar à recevoir une protection légale.

## Habitat et distribution
Santalum acuminatum est largement répandu dans la plupart des régions méridionales de l'Australie continentale, y compris le centre aride du pays, et est relativement commun dans certaines régions. Le santal australien apparenté, Santalum spicatum, était autrefois plus commun que cette espèce ; l'exploitation commerciale a inversé cette tendance.
La plante est présente dans le nord de l'Australie occidentale jusqu'à Carnarvon, atteignant l'intérieur des terres à partir des plaines côtières, et est présente dans tout le sud-ouest de l'Australie. Le nombre de spécimens enregistrés dans cette région est faible, et principalement limité aux plaines sableuses côtières, son aire de répartition ayant été affectée par une utilisation modifiée des terres dans la Wheatbelt. Certaines populations sont discontinues dans l'aire de répartition, comme chez de nombreuses espèces de la région, au-delà de l'aire de dispersion des graines. Des groupes éloignés de l'espèce sont des vestiges d'anciennes aires de répartition, de différents climats, et ceux-ci peuvent être isolés sur des centaines de kilomètres. L'espèce est l'une des espèces de la région qui compte ce qu'on pourrait qualifier d'"intrus climatique", de petites populations en dehors de l'habitat habituel à faibles précipitations.
La présence de la plante est également signalée en Australie-Méridionale, au Victoria, en Nouvelle-Galles du Sud et au Queensland. Elle est largement répandue dans l'ouest de la Nouvelle-Galles du Sud, vers l'est jusqu'à Dubbo et Culcairn. Elle est rare dans le nord-ouest de l'État.

## Biologie
La plante est hémiparasite, donc capable de photosynthèse, mais utilisant aussi le système racinaire d'autres plantes pour acquérir des nutriments autres que les sucres. Le genre Santalum se fixe à d'autres espèces, de façon non destructive, en se nourrissant de leur apport en azote, en ombre et en eau. Les racines de l'espèce ont développé des haustoriums qui entourent presque la racine de l'hôte, ce qui est typique de ce genre de bois de santal. Les hôtes peuvent être d'autres arbres ou des graminées, et généralement, plusieurs plantes sont vampirisées. Les taxons enregistrés dans cette relation sont des espèces de genres Acacia, Maireana, Atriplex, et beaucoup d'autres, y compris d'autres hémiparasites comme Exocarpos sparteus. Ce mécanisme permet à la plante d'obtenir 70 % de son azote, et une partie de ses besoins en eau, grâce aux racines d'autres arbres et arbustes.
L'arbuste peut être trouvé dans une grand variété d'habitats, comme des lits de ruisseaux, des plaines de granite ou de gravier, et des dunes de sable. Il tolère la sécheresse, le sel et les températures élevées, et n'a pas besoin d'avoir un environnement riche en nutriments. Le plant peut s'établir à l'ombre de son hôte, n'atteignant le plein soleil qu'une fois développé, de sorte que la plante est généralement mélangée avec l'hôte et d'autres espèces.
Les environs de l'aire de répartition sont sujets à de fréquents feux de brousse, la plante possède donc la capacité de se régénèrer à partir de ses racines, et de ce fait, l'espèce est rarement vue dans un état avancé. Les spécimens exposés aux feux de brousse et aux dégradations du sol sont des arbustes tentaculaires à tiges multiples. La repousse de la plante à partir du système racinaire donne à cette espèce un avantage sur les arbustes qui se reproduisent à partir des graines. Les arbres avec une seule tige principale se trouvent dans des endroits éloignés de ces facteurs ; un tel spécimen a été étudié à Woodman Point en Australie-Occidentale. Le port des arbres plus âgés peut etouffer les plantes adjacentes en monopolisant la lumière du soleil et en parasitant les racines des plantes au-delà de sa propre canopée.
Le feuillage, beaucoup plus pâle que celui d'autres arbres et arbustes, rend la plante visible dans les broussailles.
Les émeus mangent le fruit, qui constitue une part importante de leur alimentation ; la noix reste non digérée dans leurs excréments. C'est la méthode habituelle de dispersion des semences de S. acuminatum lorsqu'elle se trouve dans l'aire de répartition de l'émeu.
Un certain nombre d'espèces interagissent avec cette plante, dans un certain nombre de relations complexes, un exemple notable étant Paraepermenia santaliella, la mite du quandong, de la famille des Epermeniidae. D'autres créatures, telles que les larves de scarabées nitidulidés et une éspèce de papillon, Delias aganippe, se nourrissent également de S. acuminatum.

## Culture

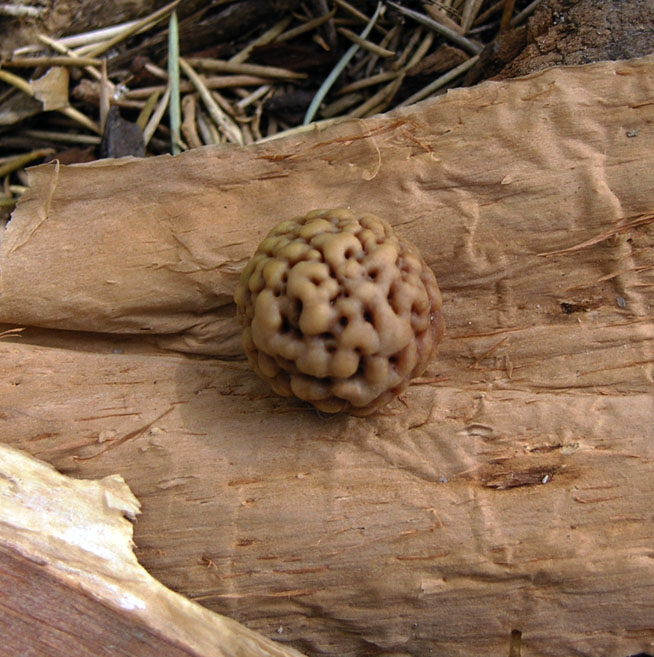
Une noix de quandong du désert sur un morceau d'écorce de niaouli.

Les fruits et les amandes étaient des aliments importants pour les peuples de l'Australie centrale, au climat aride et semi-aride, en particulier pour leur teneur élevée en vitamine C. Depuis les années 1970, il est cultivé pour être commercialisé comme aliment de brousse et est parfois transformé en confiture. C'est un aliment exotique très connu.

### Propagation et ravageurs
Une connaissance insuffisante de l'écologie de la plante a entraîné de nombreux échecs lors des premières tentatives culture de cette espèce. Des essais, autant à but commercial que faits par des passionnés, ont tenté de reproduire la situation de son habitat naturel ; un sol bien drainé, des techniques de germination et la sélection d'hôtes appropriés ont permis des résultats plus satisfaisants. La germination de la graine a donc eu de plus en plus de succès, jusqu'à 35 % lorsqu'elle a été mise de côté pendant 12 à 18 mois. Les producteurs qui sèment des graines dans du paillis, obtenu à partir de plantes hôtes, signalent un taux de réussite élevé. La culture de cette plante a rencontré d'autres obstacles ; par exemple, l'espèce est sensible à un certain nombre de ravageurs et de maladies fongiques.
La recherche et le développement de la domestication de l'espèce ont d'abord été entrepris par Brian Powell, sur sa propriété à Quorn, en Australie-Méridionale. Les arbustes que Powell a réussi à domestiquer sont classés comme "arbres importants" par le National Trust de l'État. Cette initiative a été appuyée par le CSIRO dans les années 1970 et a fini par faire partie de la division “Écosystèmes durables” de l'organisme de recherche.
Le développement de pratiques horticoles pour l'établissement de vergers commerciaux fait l'objet de recherches dans le cadre de plusieurs projets. Des recherches et des essais ont été entrepris en Australie-Méridionale par la greffe de "Frahn's Paringa Gem" sur un porte-greffe de plantules ; c'est ainsi que le cultivar est reproduit dans les vergers, et sa première vente a été faite en 1997.
Les plantes hôtes sont nécessaires à l'établissement d'un verger ; les espèces sélectionnées à cette fin transmettent des facteurs affectant la croissance, la résistance à l'infestation et la récolte. L'étude de Melia azedarach (le margousier) comme hôte de cette espèce a révélé que S. acuminatum a acquis des composés insecticides qui ont augmenté sa résistance à la mite du quandong. Les chercheurs ont ensuite déterminé que les neurotoxines trouvées dans la plante hôte, et d'autres substances nocives pour les mammifères, peuvent passer dans le fruit.

### Maladies
Des agents pathogènes transmis par le sol, tels que les espèces fongiques Phytophthora et Pythium, peuvent être présents lorsque le sol n'est pas assez sec pour la plante. Les pépinières ont constaté que la plante réagit bien aux traitements prescrits si leur présence est soupçonnée, comme l'application d'acide phosphoreux dans le sol. Un climat de forte chaleur et d'humidité a parfois provoqué des taches noires sur les feuilles.

### Récolte
Les fruits de S. acuminatum sont prélevés sur l'arbre, les noix peuvent aussi être trouvées dans les excréments d'émeu ; la récolte sauvage reste la principale source de fruits, particulièrement pour les colons quand ils ont découvert la plante. La plante produit de grandes quantités de fruits les années de bonnes pluies ; les aborigènes d'Australie séchaient cette récolte et conservaient la chair jusqu'à 8 ans.
La création de plantations expérimentales par le CSIRO dans les années 1970 a entraîné une augmentation constante de l'offre des vergers sur le marché. Cette récolte peut être protégée contre les infestations et constitue une source facilement identifiable, répondant aux exigences en matière de salubrité alimentaire pour les ingrédients commerciaux.
Les plantes produisent un rendement de 10 à 25 kg de fruits, 40% du poids total est celui de la noix ; le fruit est commercialisé sous forme de produit frais ou séché. L'amande est comestible crue, mais elle est souvent également grillée et salée.

## Utilisations

### Aliment

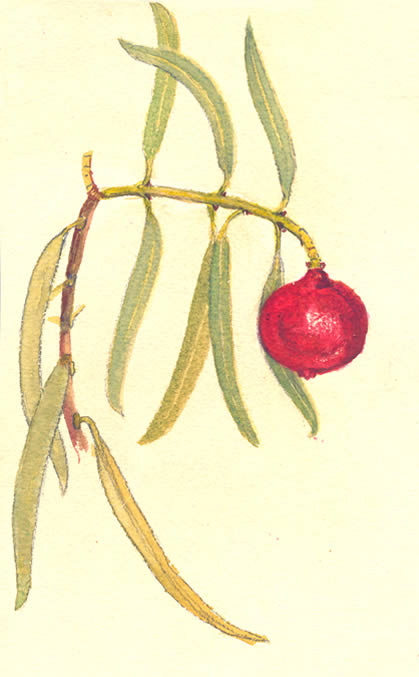
Feuilles et fruit de quandong, détail d'une esquisse d'Olive Pink (1930)

Le fruit est souvent ajouté à des aliments sucrés et salés ; son goût est acidulé et rappelle la pêche, l'abricot ou la rhubarbe. En Australie-Méridionale, S. acuminatum est appelé "pêche sauvage" ou "pêche du désert". Il est très connu en tant qu'aliment exotique sur les marchés étrangers, et les ventes à l'étranger dépassent largement la consommation dans son propre pays.
Le fruit a été commercialisé en tant que produit typiquement australien, sa saveur distinctive est utilisée comme additif. Ces fruits proviennent habituellement d'arbres sauvages, parfois de sociétés autochtones, bien que la viabilité des vergers commerciaux est également mise à l'essai. De nombreux peuples aborigènes sont connus pour avoir utilisé ces fruits, mais ils en récupèrent surtout les noix. La noix non digérée peut être facilement recueillie dans des excréments d'émeu.
La noix a été identifiée, analysée et contrôlée, en tant qu'"aliment indigène australien récolté à l'état sauvage", par les gouvernements australiens et néo-zélandais. Le produit est très riche en graisses, qui représentent plus de la moitié du poids.

### Médecine
Le fruit, contenant de la vitamine C, et l'amande de la noix, contenant des huiles complexes, étaient utilisés par les peuples dans les régions où l'espèce était présente. Des qualités antibactériennes sont présentes dans le bois de toutes les espèces de Santalum, en particulier dans les racines. La production commerciale de S. spicatum est plus avancée que celle de cette espèce, bien que des recherches soient en cours sur la commercialisation de ces substances médicinales.

### Carburant
La graine est très riche en huiles inflammables, comme les noix de bancoule, ce qui lui permet d'être utilisée comme combustible. Le bois est également huileux, utile pour allumer un feu via friction.

### Bois
Le bois, dur et huileux, est utilisé pour la fabrication de meubles et d'armoires par les artisans de la région, mais son usage reste peu répandu. C'est un matériau durable, mais qui n'a pas les qualités aromatiques des autres bois de santal. Les noix dures et plissées ont été utilisées ornementalement, pour les colliers et les boutons de chemise, et ont été utilisées comme pions sur les damiers chinois
.

## Histoire
L'huile des bois de santal, principalement Santalum album, a été décrite et étudiée par des pharmacologues. Cette espèce a attiré une attention similaire lors de sa découverte. Le santal australien le plus connu, S. spicatum, a été largement récolté et exporté, laissant S. acuminatum comme le Santalum le plus commun dans de nombreuses régions.
Les premiers colons ont constaté l'utilisation du fruit par les peuples autochtones et en faisaient déjà des confitures et des chutneys. Le fruit est fréquemment mentionné dans les ouvrages d'histoire naturelle et de botanique, tels que Flowers and plants of Western Australia, et a servi de marchandise, mais c'est la noix du fruit qui a toujours été utilisée le plus largement.
Les colons n'ont au début pas tenté de domestiquer les plantes indigènes en Australie, bien qu'elles soient connues et parfois utilisées, mais la forte demande des marchés d'exportation vers Singapour, la Grande-Bretagne et ailleurs a conduit à un soutien financier des producteurs et des amateurs. La cour arrière de Dudley et Lyla Frahn à Paringa, en Australie-Méridionale, contenait un verger de quandongs. Le couple a enregistré le rendement et les qualités du fruit, dont l'une est devenue la source de la variété enregistrée et commercialisée sous le nom de "Frahn's Paringa Gold".

## Galerie

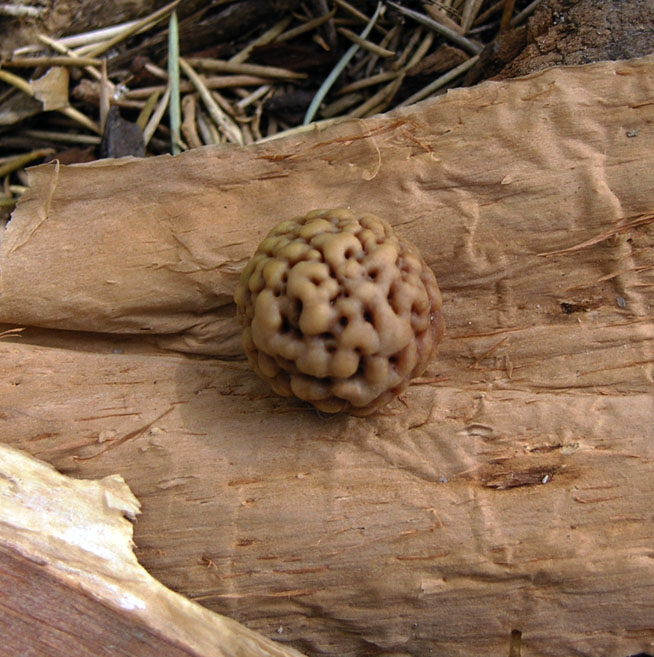
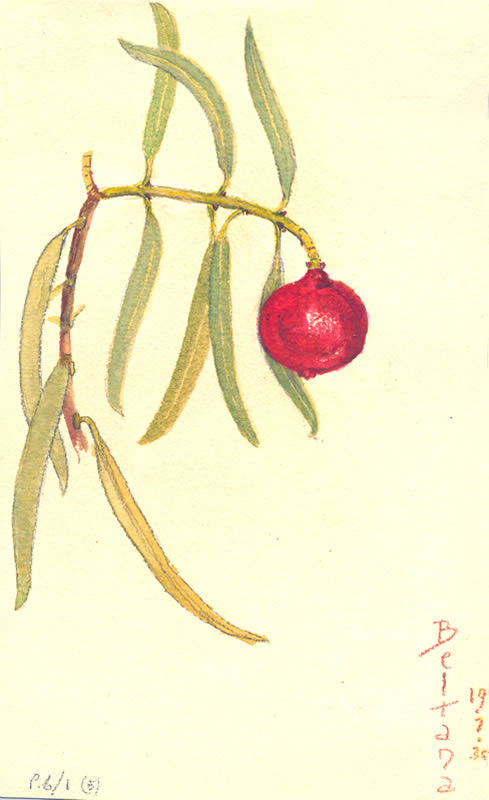